# Aigle (empresa)

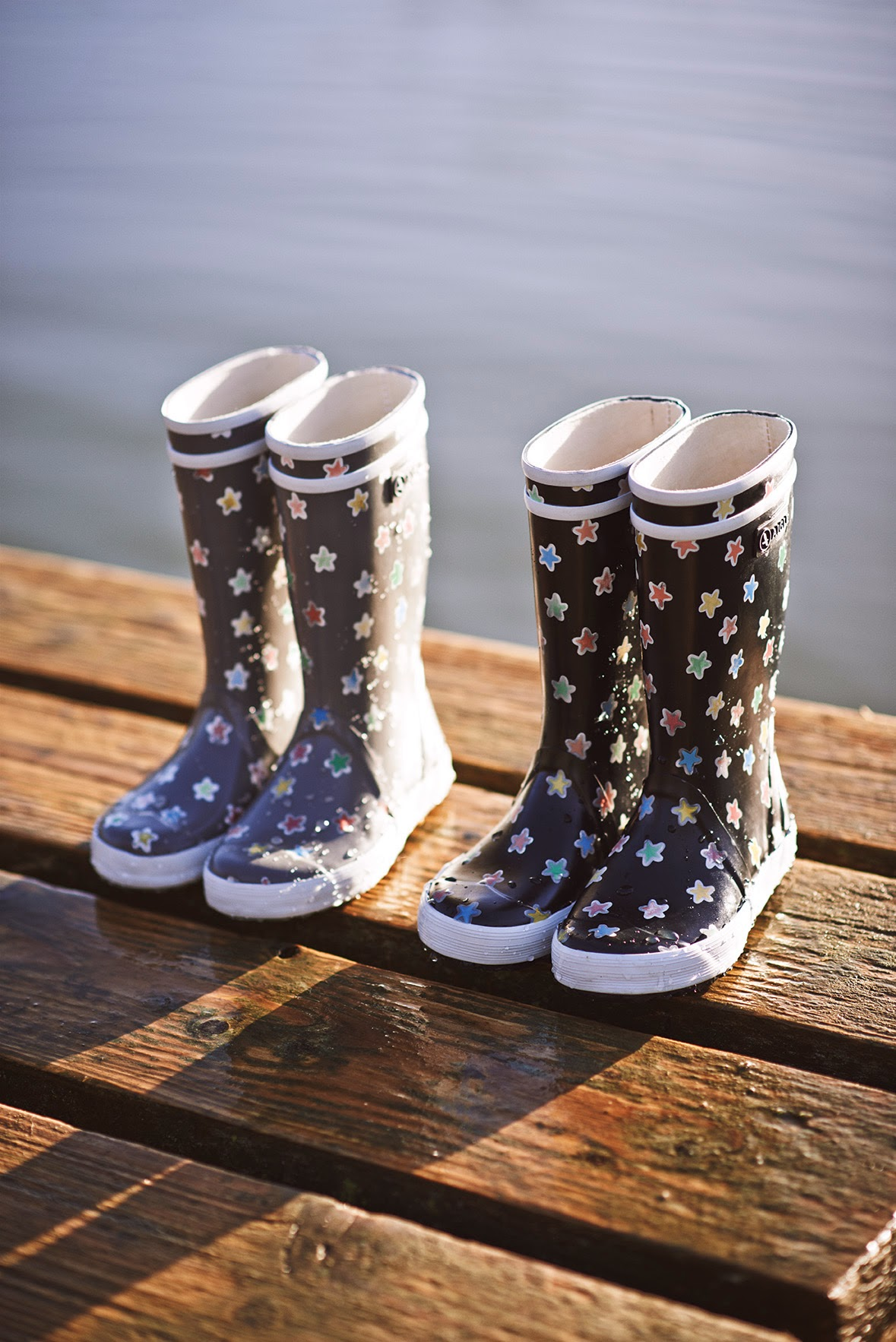
Chupete. Botas novedosas para niños.

Aigle es una marca francesa de botas, zapatos y ropa prêt-à-porter bajo la cual la empresa Hutchinson, fundada en 1853, comercializaba inicialmente sus productos antes de que la marca se convirtiera en una empresa independiente en 1994, actualmente propiedad de Maus Frères Holding.

## Historia
En 1850, en Estados Unidos, el ingeniero americano Hiram Hutchinson compró a Charles Goodyear una patente para la fabricación de zapatos de caucho. En 1853 se trasladó a Francia, cerca de Montargis, para fundar la Compagnie du Caoutchouc Souple, que más tarde se convertiría en Hutchinson. Su producción se comercializaba bajo la marca À L'Aigle en homenaje al águila americana, posteriormente simplificada como "Aigle".
La empresa, que en un principio fabricaba botas y  y ropa impermeable, se diversifica en los años veinte, con la producción de varios accesorios para vehículos (como alfombrillas, neumáticos, etc.) y luego, en los años 1950, calzado deportivo.
En 1967, la empresa trasladó su producción de calzado a Ingrandes, cerca de Châtellerault, en los terrenos de una antigua base militar estadounidense de 30 hectáreas. Aún bajo la dirección de Hutchinson, Aigle compra la fábrica de Kléber Colombes e integra la marca “Au Coq” . Entre 1972 y 1978, la marca se afirma en los mercados marítimo (con la bota Pajot azul), ecuestre (bota l'Écuyer) y tenis (modelo Jauffret). En aquella época, la fábrica producía 10 millions de pares de zapatos al año. La empresa Hutchinson atraviesa varias crisis. En 1974, vende una participación mayoritaria a Total, mientras que su división “Aigle” entra en bolsa  y abandona el grupo en 1994, cuando el fondo de inversión francés Apax Partners se hace con el 80% de la empresa, que a su vez vende la nueva empresa en 2003 al grupo suizo Maus Frères Holding (principal accionista con un 91,2 %), saliendo simultáneamente de la Bolsa.
Impulsada por el éxito de un modelo de chaqueta de marinero, la Copeland, la empresa se expande aún más en el año 2000 con su lanzamiento en el mercado japonés y luego americano, lo que llevó a su adquisición por parte de Maus tres años más tarde. En 2006, contaba con 131 tiendas en todo el mundo, 61 de ellas en Francia (38 de gestión propia), 14 en el resto de Europa y 56 en Asia. Las ventas consolidadas sin impuestos ese mismo año ascienden a 120 millones de euros . Emplea a 640 personas en Francia. Nueve años después, las ventas consolidadas ascienden 330 millones de euros.
El 15 de noviembre de 2008 se inaugura la primera tienda Aigle en Norteamérica en Halifax (Nueva Escocia), Canadá, y otra tienda abría el 28 de agosto de 2010 en la ciudad francófona de Montreal.
Aigle, único fabricante de botas en Francia, obtuvo la etiqueta "Origine France Garantie" en 2016.
A finales de octubre de 2018, la empresa contaba con 38 establecimientos activos (puntos de venta y almacenes), incluyendo varias tiendas ubicadas en Brest, Lille, Dunkerque, Burdeos y muchas otras.
A principios de la década de 2020, un trío de diseñadores reunidos bajo el nombre “ Etudes Studio» se hace cargo del estilo de la marca para hacerla evolucionar; esta desfila durante la Semana de la Moda de París.

## Distribución de la facturación
El volumen de negocios en Asia es superior al de Europa, aunque Francia sigue siendo el mercado líder de la marca Actualmente.[¿cuándo?], el desglose por producto de la empresa es el siguiente [fuente secundaria deseada]</link> :
- 50 % textil;
- 23 % botas;
- 20 % zapatos;
- 7 % accesorios

### Productos destacados
La bota “bisonte” de 1968 fue la primera diseñada y fabricada en la fábrica de Châtellerault. Es reconocible por su cremallera de cuero que hace que ponérsela sea más fácil . Este producto sigue siendo un éxito de ventas de la marca en la categoría de jardinería.